# Finnischer Krimipreis

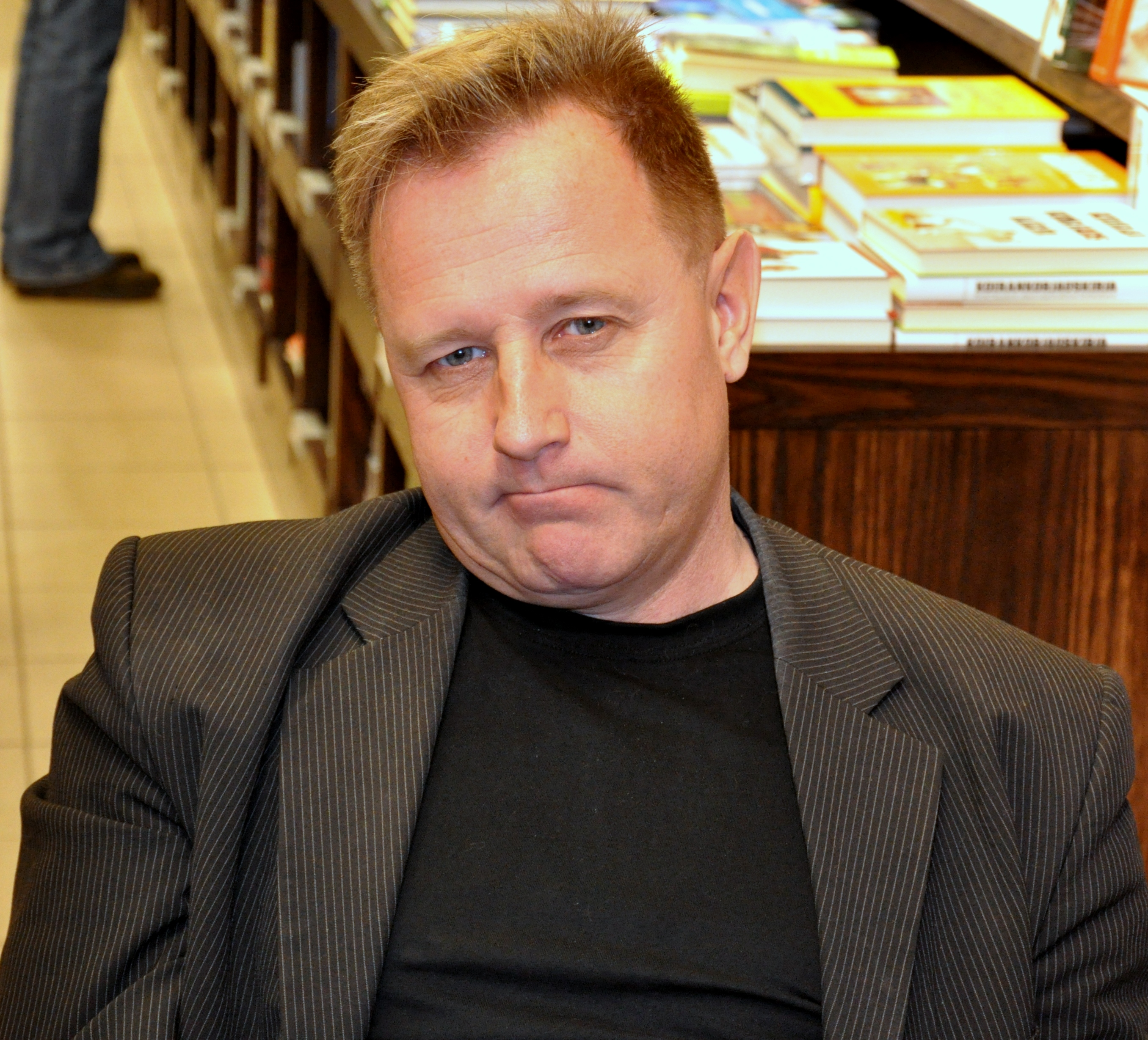
Preisträger des Jahres 2013: Reijo Mäki (Sheriffi)

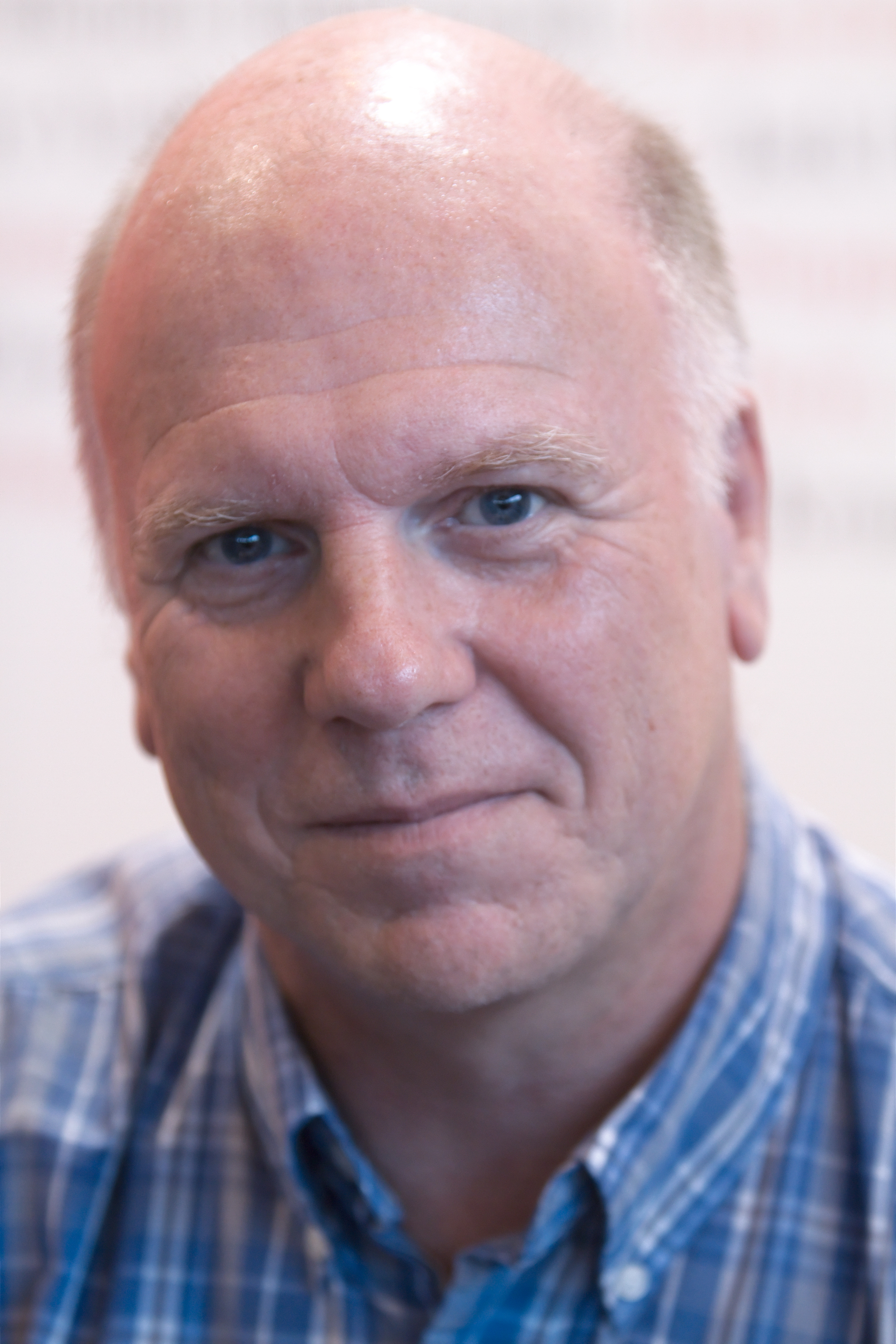
Peter Robinson, Preisträger in der Kategorie „International“ 2014

Der Finnische Krimipreis (finnisch: Vuoden johtolanka) ist ein Medienpreis für Kriminalliteratur. Die Auszeichnung wurde erstmals 1985 von der ein Jahr zuvor gegründeten finnischen Krimivereinigung Suomen dekkariseura (engl.: „The Finnish Whodunnit Society“, dt.: „Finnische Gesellschaft des Detektivromans“) vergeben, einer ungefähr tausend Mitglieder zählenden Non-Profit-Organisation mit Sitz in Helsinki. Ihr gehören Leser genauso an, wie Autoren, Übersetzer, Journalisten, Buchkritiker und Verleger. Die Organisation publiziert Veröffentlichungen zum Genre des Kriminalromans und gibt auch die vierteljährlich erscheinende Krimizeitschrift Ruumiin Kulttuuri (dt.: „Leichenkultur“) heraus.
Ziel der neu eingeführten nationalen Krimiauszeichnung war es das Genre des Kriminalromans in Finnland zu fördern beziehungsweise zu stärken. Im Gegensatz zu bekannten ausländischen Preisen wie dem französischen Grand prix de littérature policière oder dem britischen Dagger Award ist der Finnische Krimipreis kein reiner Literaturpreis. Obwohl die Mehrheit der Preisträger Romanschriftsteller waren, fanden in der Vergangenheit auch Leistungen aus den Bereichen Radio oder Fernsehen Berücksichtigung.
Die Gewinner werden mit einer Holzskulptur, einer gravierten Keramiktafel und einem in Anwesenheit eines Polizeibeamten erstellten Diploms mit Daumenabdruck geehrt. Die etwa dreißig Zentimeter hohe Holzskulptur, ein Wanderpreis, zeigt das Relief des finnischen Romankommissars Palmu, der in den 1960er-Jahren von dem Schauspieler Joel Rinne (1897–1981) in vier Fernsehfilmen dargestellt wurde. Die Figur, kreiert von dem bekannten Romanautor Mika Waltari (1908–1979), stellt auch gleichzeitig das Logo der Suomen dekkariseura dar.

## Kategorien und Preisträger
Der Finnische Krimipreis wird jährlich in drei Kategorien vergeben. Seit 1985 kürt die Kategorie „National“ (Johtolanka-palkitut) die beste einheimische Leistung für das Krimigenre aus dem Vorjahr. Der Sieger wird durch ein dreiköpfiges Expertenteam in zwei aufeinander folgenden Auswahlrunden gewählt. Am erfolgreichsten war bisher der Romanautor Matti Y. Joensuu, der mit seiner Kommissar-Harjunpää-Serie den Preis zwischen 1985 und 2004 dreimal gewinnen konnte. Dem gegenüber steht seit 1993 die Kategorie „International“ (Ulkomaiset kunniakirjat), in der in der Vergangenheit so bekannte Autoren wie Thomas Harris, Patricia Highsmith, John le Carré oder Henning Mankell meist für Buchreihen oder ihr Gesamtwerk geehrt wurden. 2014 wurde zum 30-jährigen Bestehen der finnischen Krimivereinigung erstmals ein Preis für das beste Krimidebüt (esikoisdekkari-kunniakirja) ausgelobt. Unregelmäßig wird ein Ehrenpreis (Hornanlinna-kunniakirjat) vergeben.

### National
| Jahr | Preisträger                                         | Romantitel Ort : Verlag, Jahr                                                                                            | Deutscher Titel Ort : Verlag, Jahr                                                                                       |
| ---- | --------------------------------------------------- | --- | --- |
| 1985 | Matti Y. Joensuu                                    | Harjunpää ja heimolaiset Helsinki: Otava, 1984                                                                           | |
| 1986 | Juha Numminen Eero J. Tikka                         | Susi Porvoo: Söderström, 1985                                                                                            | |
| 1987 | Pentti Kirstilä                                     | Sinivalkoiset jäähyväiset Porvoo: Söderström, 1986                                                                       | |
| 1988 | Paul-Erik Haataja                                   | Häkkilinnut Helsinki: Tammi, 1987                                                                                        | |
| 1989 | Finnische Rundfunkanstalt                           | für die niveauvolle Kriminalhörspielproduktion des Jahres 1988                                                           | für die niveauvolle Kriminalhörspielproduktion des Jahres 1988                                                           |
| 1990 | Harri Nykänen                                       | Takapiru Porvoo; Helsinki; Juva: WSOY, 1989                                                                              | |
| 1991 | Simo Sjöblom                                        | Suomenkielisen rikoskirjallisuuden ja sen reuna-alueiden bibliografia 1857–1989 (Bibliografie) Helsinki: Seaflower, 1990 | |
| 1992 | Markku Ropponen                                     | Kuolemanuni Helsinki: Tammi, 1991                                                                                        | |
| 1993 | Pentti Kirstilä                                     | Imelda Porvoo; Helsinki; Juva: WSOY, 1992                                                                                | |
| 1994 | Matti Y. Joensuu                                    | Harjunpää ja rakkauden nälkä Helsinki: Otava, 1993                                                                       | Der Hunger nach Liebe München: Goldmann, 1997                                                                            |
| 1995 | Book Studio Oy (Verlag)                             | für ein die Erhältlichkeit von Krimis förderndes Veröffentlichungsprogramm                                               | für ein die Erhältlichkeit von Krimis förderndes Veröffentlichungsprogramm                                               |
| 1996 | Hannu Vuorio                                        | Nyman Porvoo; Helsinki; Juva: WSOY, 1995                                                                                 | |
| 1997 | Leena Lehtolainen                                   | Luminainen Helsinki: Tammi, 1996                                                                                         | Weiß wie die Unschuld Reinbek bei Hamburg: Rowohlt-Taschenbuch-Verl., 2003                                               |
| 1998 | Ritva Hapuli Johanna Matero (Herausgeber, Sachbuch) | Murha pukee naista Helsinki: KSL-kirjat, 1997                                                                            | |
| 1999 | Ilkka Remes                                         | Karjalan lunnaat Porvoo: Söderström, 1998                                                                                | |
| 2000 | Jari Tervo                                          | Minun sukuni tarina Porvoo; Helsinki; Juva: WSOY, 1999                                                                   | Die Geschichte meiner Familie München: List, 2002                                                                        |
| 2001 | Harri Nykänen TV 1                                  | für die Fernsehserie Raid, basierend auf Nykänens Roman Raid ja mustempi lammas (dt.: Schwärzer als ein schwarzes Schaf) | für die Fernsehserie Raid, basierend auf Nykänens Roman Raid ja mustempi lammas (dt.: Schwärzer als ein schwarzes Schaf) |
| 2002 | Seppo Jokinen                                       | Hukan enkelit Hämeenlinna: Karisto, 2001                                                                                 | Gefallene Engel Cadolzburg: ars vivendi, 2014                                                                            |
| 2003 | Taavi Soininvaara                                   | Koston komissio Helsinki: Tammi, 2002                                                                                    | Finnisches Requiem Berlin: Kiepenheuer, 2004                                                                             |
| 2004 | Matti Y. Joensuu                                    | Harjunpää ja pahan pappi Helsinki: Otava, 2003                                                                           | Das Taubenritual München: btb, 2006                                                                                      |
| 2005 | Tuula-Liina Varis                                   | Vaimoni Helsinki: WSOY, 2004                                                                                             | |
| 2006 | Matti Rönkä                                         | Tappajan näköinen mies Helsinki: Gummerus, 2002                                                                          | Der Grenzgänger Dortmund: Grafit, 2007                                                                                   |
| 2007 | Tapani Bagge                                        | Musta taivas Helsinki : Tammi, 2006                                                                                      | Schwarzer Himmel Berlin: Suhrkamp, 2012                                                                                  |
| 2008 | Marko Kilpi                                         | Jäätyneitä ruusuja Helsinki: Nemo, 2007                                                                                  | Erfrorene Rosen Dortmund: Grafit, 2010                                                                                   |
| 2009 | Jarkko Sipilä                                       | Seinää vasten Helsinki: Gummerus, 2008                                                                                   | |
| 2010 | Marko Leino                                         | Ansa Helsinki: Tammi, 2009                                                                                               | In der Falle Reinbek bei Hamburg: Rowohlt TB Verlag, 2014                                                                |
| 2011 | Antti Tuomainen                                     | Parantaja Helsinki: Helsinki-kirjat, 2010                                                                                | Der Heiler Berlin: List, 2012                                                                                            |
| 2012 | Pekka Hiltunen                                      | Vilpittömästi sinun Helsinki: Gummerus, 2011                                                                             | Die Frau ohne Gesicht Berlin: Berlin Verlag, 2013                                                                        |
| 2013 | Reijo Mäki                                          | Sheriffi Helsinki: Otava, 2012                                                                                           | |
| 2014 | Timo Sandberg                                       | Mustamäki Hämeenlinna: Karisto, 2014                                                                                     | |
| 2015 | Kati Hiekkapelto                                    | Suojattomat Helsinki: Otava, 2014                                                                                        | Die Schutzlosen München: Heyne, 2015                                                                                     |
| 2016 | Pauliina Sudelle                                    | Takaikkuna Helsinki: Tammi, 2015                                                                                         | |
| 2017 | Mikko Porvali                                       | Veri ei vaikene Jyväskylä: Atena, 2016                                                                                   | |
| 2018 | Timo Saarto                                         | Kuoleman kuukausi Hämeenlinna: Karisto, 2017                                                                             | |
| 2019 | Eva Frantz                                          | Kahdeksas neito (Den åttonde tärnan) Helsinki: Schildts & Söderströms, 2018                                              | |

### International
| Jahr | Preisträger          | Romantitel (Originaltitel)                    | Deutscher Titel                             |
| ---- | -------------------- | --------------------------------------------- | ------------------------------------------- |
| 1993 | Patricia Highsmith   | Gesamtwerk                                    | Gesamtwerk                                  |
| 1994 | Colin Dexter         | Inspektor-Morse-Reihe                         | Inspektor-Morse-Reihe                       |
| 1995 | Kerstin Ekman        | Tapahtui veden äärellä (Händelser vid vatten) | Geschehnisse am Wasser                      |
| 1996 | Ruth Rendell         | Gesamtwerk                                    | Gesamtwerk                                  |
| 1997 | Michael Dibdin       | für sein beachtliches und vielfältiges Werk   | für sein beachtliches und vielfältiges Werk |
| 1998 | Henning Mankell      | Kommissar-Wallander-Reihe                     | Kommissar-Wallander-Reihe                   |
| 1999 | Arturo Pérez-Reverte | Yhdeksäs portti (El Club Dumas)               | Der Club Dumas                              |
| 2000 | Karin Fossum         | Kommissar-Sejer-Reihe                         | Kommissar-Sejer-Reihe                       |
| 2001 | Thomas Harris        | Hannibal-Lecter-Trilogie                      | Hannibal-Lecter-Trilogie                    |
| 2002 | Håkan Nesser         | Bisheriges ins Finnische übersetzte Werk      | Bisheriges ins Finnische übersetzte Werk    |
| 2003 | Ian Rankin           | John-Rebus-Reihe                              | John-Rebus-Reihe                            |
| 2004 | Boris Akunin         | Erast-Fandorin-Reihe                          | Erast-Fandorin-Reihe                        |
| 2005 | John le Carré        | Bisheriges ins Finnische übersetzte Werk      | Bisheriges ins Finnische übersetzte Werk    |
| 2006 | Minette Walters      | Bisheriges ins Finnische übersetzte Werk      | Bisheriges ins Finnische übersetzte Werk    |
| 2007 | Jo Nesbø             | Harry-Hole-Reihe                              | Harry-Hole-Reihe                            |
| 2008 | Fred Vargas          | Bisheriges ins Finnische übersetzte Werk      | Bisheriges ins Finnische übersetzte Werk    |
| 2009 | Arnaldur Indriðason  | Erlendur-Sveinsson-Reihe                      | Erlendur-Sveinsson-Reihe                    |
| 2010 | P. D. James          | Bisheriges ins Finnische übersetzte Werk      | Bisheriges ins Finnische übersetzte Werk    |
| 2011 | Dennis Lehane        | Bisheriges ins Finnische übersetzte Werk      | Bisheriges ins Finnische übersetzte Werk    |
| 2012 | Leif G. W. Persson   | Bisheriges ins Finnische übersetzte Werk      | Bisheriges ins Finnische übersetzte Werk    |
| 2013 | Denise Mina          | Bisheriges ins Finnische übersetzte Werk      | Bisheriges ins Finnische übersetzte Werk    |
| 2014 | Peter Robinson       | Bisheriges ins Finnische übersetzte Werk      | Bisheriges ins Finnische übersetzte Werk    |
| 2015 | Indrek Hargla        | Apotheker-Melchior-Reihe                      | Apotheker-Melchior-Reihe                    |
| 2016 | Johan Theorin        | „Jahreszeiten-Quartett“                       | „Jahreszeiten-Quartett“                     |
| 2017 | Pierre Lemaitre      | Camille-Verhoeven-Reihe                       | Camille-Verhoeven-Reihe                     |
| 2018 | Vilmos Kondor        | Reihe Budapest Noir                           | Reihe Budapest Noir                         |

### Bestes Krimidebüt
| Jahr | Preisträger      | Romantitel Ort : Verlag, Jahr                                            | Deutscher Titel Ort : Verlag, Jahr              |
| ---- | ---------------- | ------------------------------------------------------------------------ | ----------------------------------------------- |
| 2014 | Pekka Matilainen | Kupoli Jyväskylä: Atena, 2013                                            |                                                 |
| 2015 | Jari Järvelä     | Tyttö ja pommi Crime Time, 2014                                          | Weiß für Wut München: carl’s books, 2016        |
| 2016 | Lauri Mäkinen    | Älykkäät kuin käärmeet, viattomat kuin kyyhkyset Helsinki: Siltala, 2015 |                                                 |
| 2017 | Max Seeck        | Hammurabin enkelit Helsinki: Tammi, 2016                                 | Der gesetzlose Richter München: Blanvalet, 2018 |
| 2018 | Heikki Valkama   | Pallokala Helsinki: Tammi, 2017                                          |                                                 |

### Ehrenpreis
| Jahr | Preisträger    | Wirken        | Land     |
| ---- | -------------- | ------------- | -------- |
| 2005 | Pirkko Arhippa | Autorin       | Finnland |
| 2009 | Matti Kassila  | Filmregisseur | Finnland |
| 2010 | Eeva Tenhunen  | Autorin       | Finnland |
| 2014 | Outi Pakkanen  | Autorin       | Finnland |